# Pontiac Sunbird
Pontiac Sunbird – samochód osobowy klasy kompaktowej produkowany pod amerykańską marką Pontiac w latach 1975 – 1994.

## Pierwsza generacja

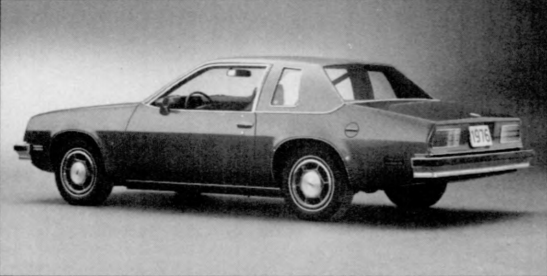
Pontiac Sunbird I - tył

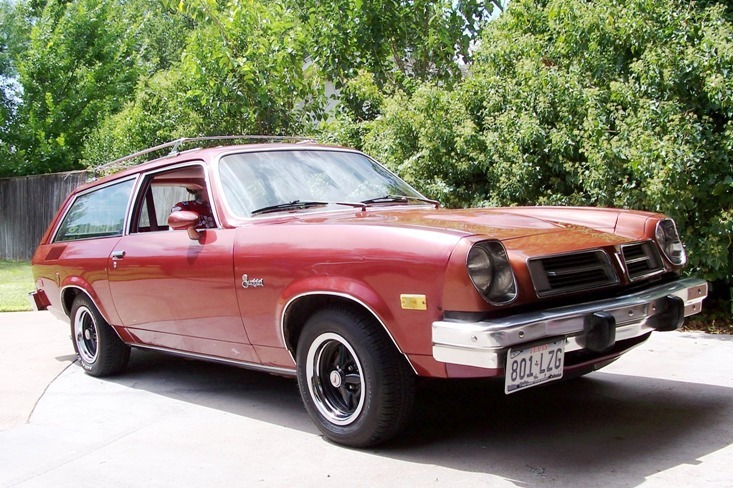
Pontiac Sunbird I Kombi

Pontiac Sunbird I został zaprezentowany po raz pierwszy w 1975 roku.
We wrześniu 1975 roku General Motors zdecydowało się poszerzyć ofertę modelową marki Pontiac o mały, kompaktowy samochód, który zastąpił model Astre. Pierwsza generacja Pontiaka Sunbird była bliźniaczą konstrukcją względem modeli Buick Skyhawk i Chevrolet Monza, zbudowaną na platformie H-body. Samochód zachował charakterystyczne cechy wyglądu dla innych, większych oferowanych wówczas modeli Pontiaka na czele z charakterystyczną, dwuczęściową atrapą chłodnicy.

### Silniki
- L4 2.3l 2300
- L4 2.5l Iron Duke
- V6 3.8l Buick
- V8 5.0l Chevrolet

## Druga generacja

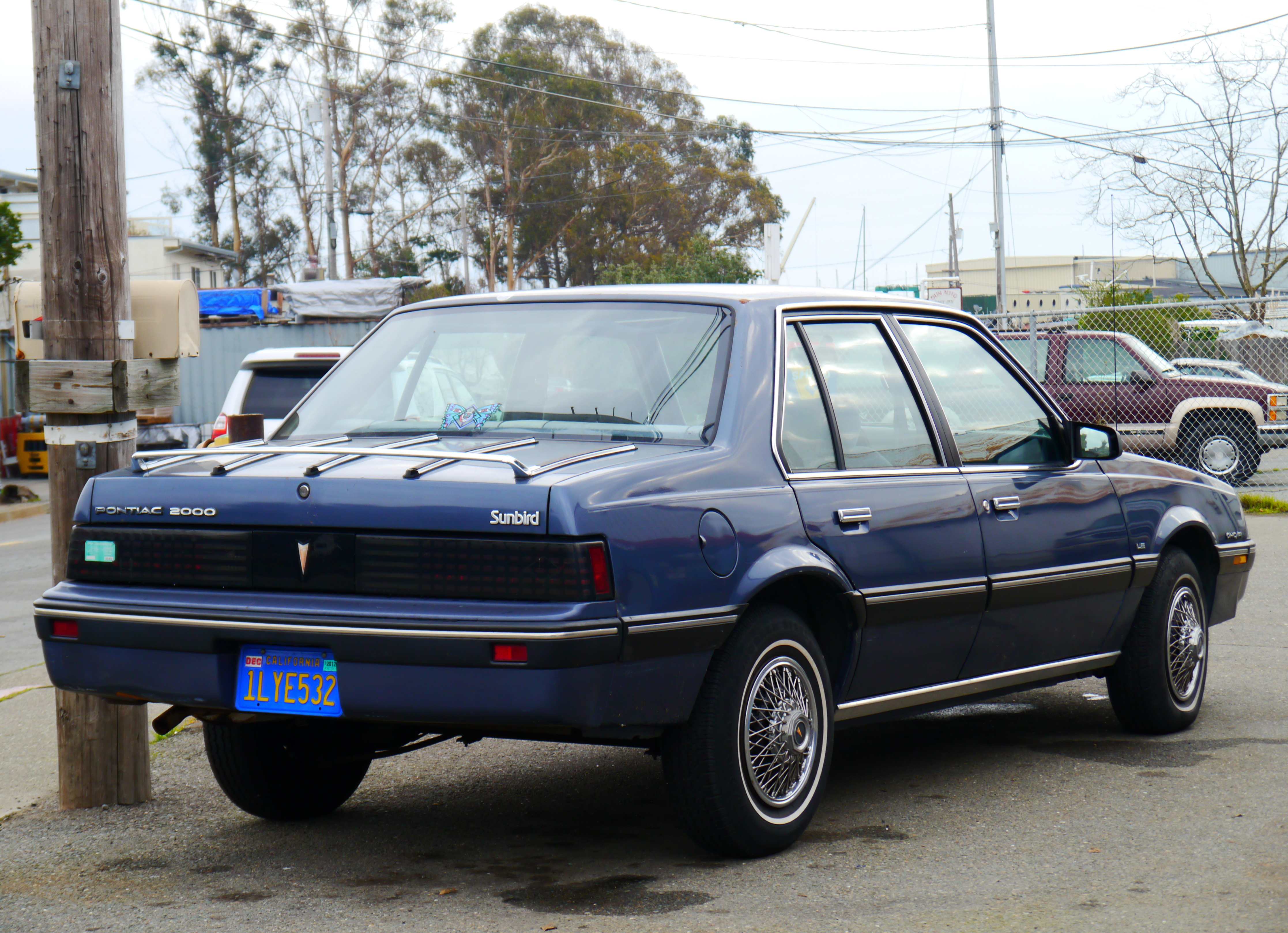
Pontiac Sunbird II - tył

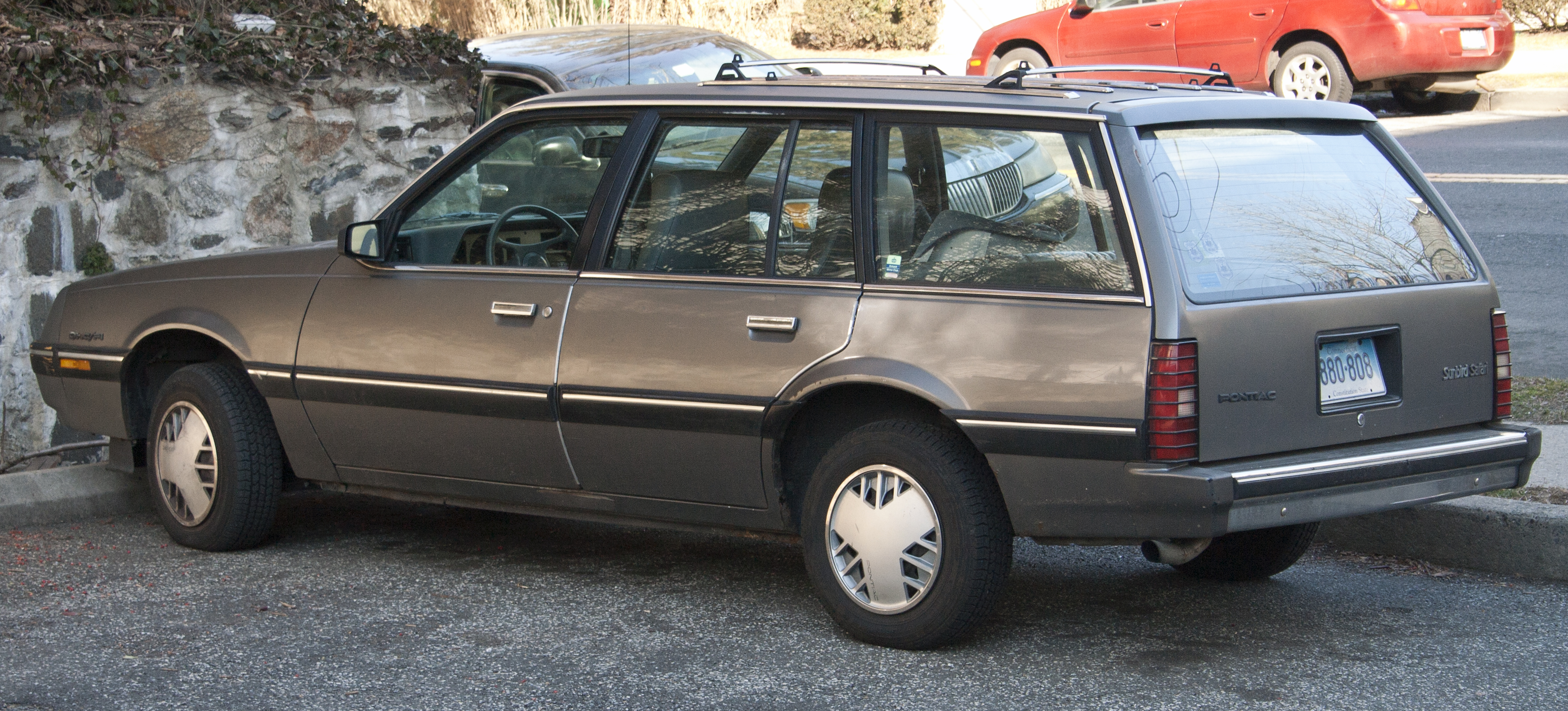
Pontiac Sunbird II Kombi

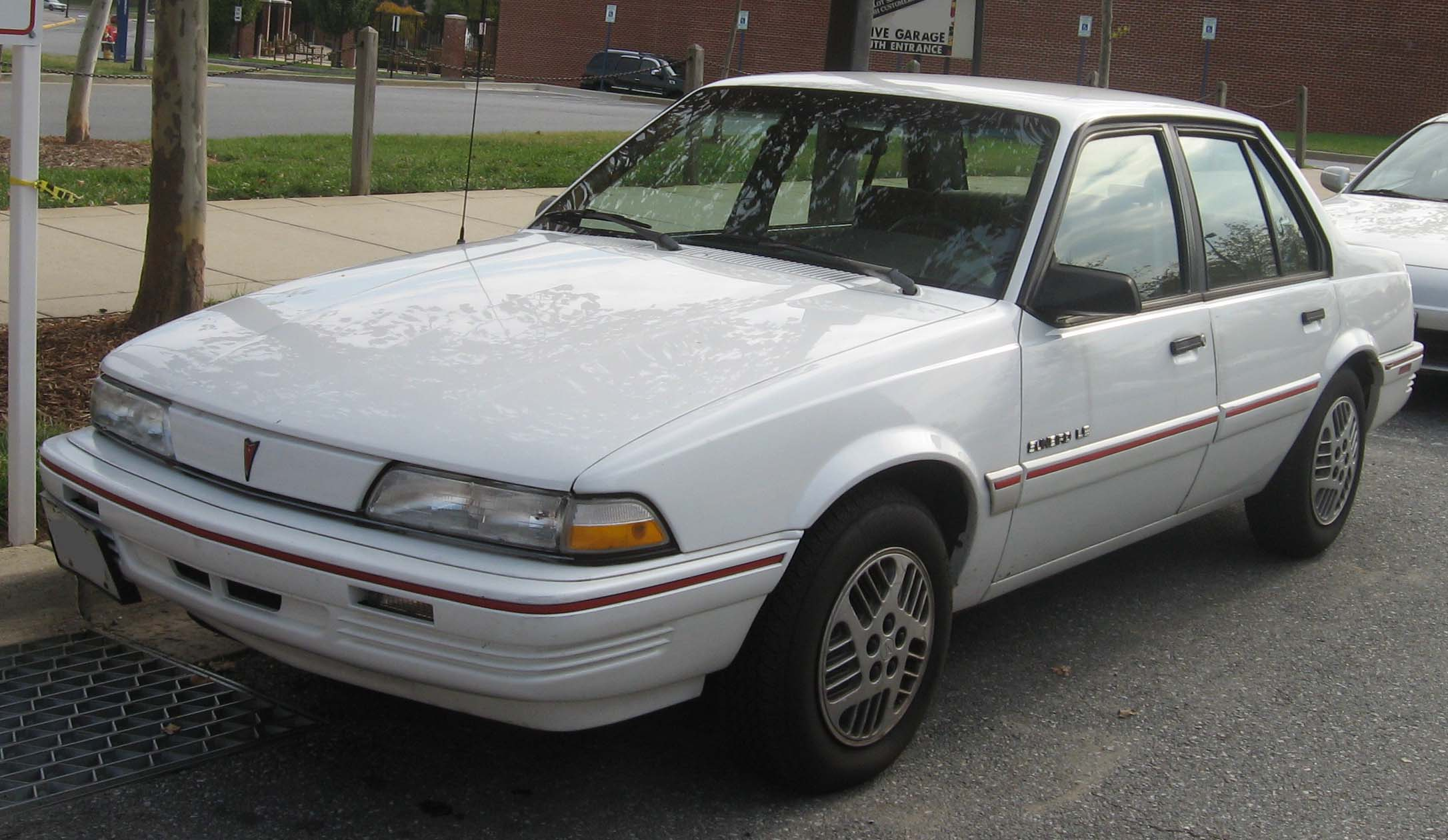
Pontiac Sunbird II po liftingu

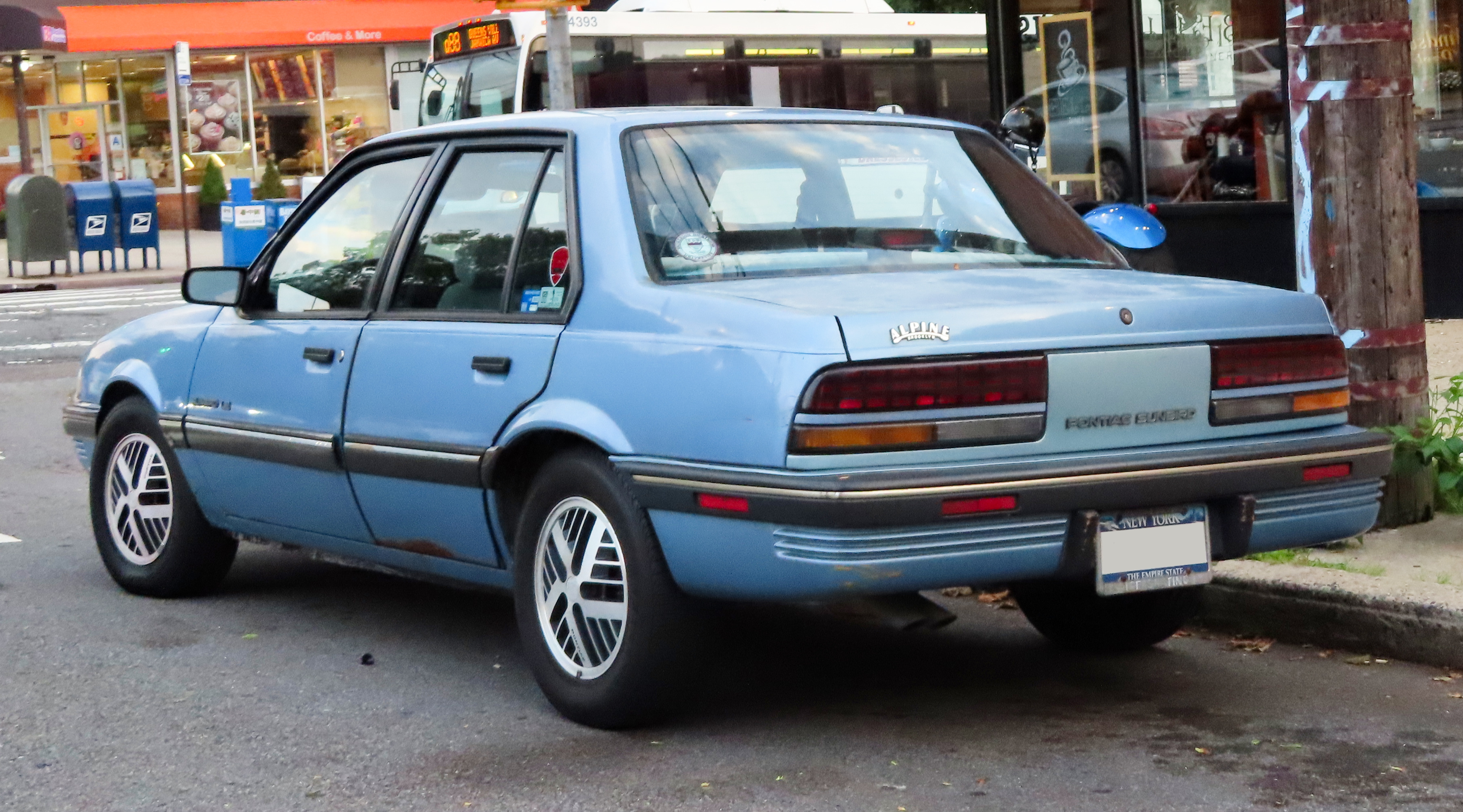
Pontiac Sunbird II - tył po liftingu

Pontiac Sunbird II został zaprezentowany po raz pierwszy w 1981 roku.
Zupełnie nowa, druga generacja Pontiaka Sunbird zbudowana na platformie J-body zadebiutowała pod koniec 1981 roku jako część zakrojonego na szeroką skalę przedsięwzięcia koncernu General Motors. Zdecydowano się wówczas zaprezentować pięć bliźniaczych modeli kompaktowych marek Buick, Cadillac, Chevrolet, Oldsmobile i właśnie Pontiac, które miały być kierowane do różnych grup odbiorców.
Od swoich bliźniaków, Pontiac Subrid II odróżniał się innym wyglądem pasa tylnego i przedniego, gdzie pojawiły się charakterystyczne, dwie pary potrójnych, kwadratowych reflektorów przedzielone trójkątną lotką z logo producenta. Podobnie jak w przypadku innych pokrewnych konstrukcji, także i Sunbird oferowany był w czterech wariantach nadwozia.

### Zmiany nazewnictwa
W 1982 roku Pontiac podjął decyzję o przemianowaniu Subrida na nazwę literowo-numeryczną J2000, która miała nawiązywać do większego modelu 6000.
Rok później, w 1983 roku Pontiac dokonał ponownej korekty w nazwie, przemianowując swój kompaktowy model na 2000 Sunbird. Nazwa ta obowiązywała do końca 1984 roku, kiedy to po raz trzeci i ostatni producent powrócił do nazwy Sunbird, pod którą wytwarzano model już do końca jego rynkowej obecności – 1994 roku.

### Lifting
W 1988 roku bliźniacze kompaktowe modele General Motors przeszły gruntowną modernizację, która nie objęła wycofanych w tym samym roku modeli Cadillaka i Oldsmobile. W ramach restylizacji, Pontiac Subrid II zyskał zupełnie nowy wygląd zaokrąglonego i wydłużonego pasa przedniego, gdzie pojawiły się podłużne reflektory i mniejsza atrapa chłodnicy. Ponadto, zmieniono wygląd tylnej części nadwozia, a także przeprojektowano kokpit.

### Silniki
- L4 1.8l L46
- L4 1.8l LH8
- L4 1.8l LA5
- L4 2.0l LQ5
- L4 2.0l LT2
- L4 2.0l LT3